# Berliner Ballspiel-Bund
Der Berliner Ballspiel-Bund (BBB) war ein lokaler Fußballverband in der ehemaligen Reichshauptstadt Berlin. Der BBB wurde am 1. Januar 1905 gegründet, um neuen oder sehr kleinen Vereinen eine Spielmöglichkeit zu geben. 
Die erste Meisterschaft des Bundes begann bereits Anfang Februar 1905 in einer Spielklasse mit sieben Vereinen und wurde in einer Einfachrunde ausgespielt. Bereits Ende Februar traten zwei Vereine aus dem BBB aus. Da nur sieben der zwölf Resultate in der zeitgenössischen Sportpresse gemeldet wurden, ist der Meister nicht bekannt. Auf Grund der nur wenigen Mitgliedsvereine und dem vor allem in Berlin weit verbreiteten Problem des Nichtantretens zu den angesetzten Meisterschaftsspielen, ist es vermutlich bereits im Gründungsjahr wieder zur Auflösung des Bundes gekommen.
Am 13. März 1907 wurde der Berliner Ballspiel-Bund neu gegründet und verzeichnete einen deutlich größeren Zulauf interessierter Vereine als sein Vorgänger. Insgesamt 17 Clubs mit 26 Mannschaften nahmen in der Saison 1907/08 in drei Klassen am Punktspielbetrieb bei. Weiterhin fand auch noch eine Sommerrunde in zwei Spielklassen statt. 
Die letzte Saison (1909/10) des Berliner Ballspiel-Bundes verlief chaotisch. Von den sieben in der 1. Klasse gestarteten Vereine traten zwei bereits im November 1909 aus dem Bund aus und Ende Februar 1910 folgte ein dritter Club. Nachdem am Saisonende auch die beiden führenden Vereine austraten, verblieben nur noch zwei Klubs. Von den acht Vereinen der 2. Klasse trat einer bereits vor Saisonbeginn aus dem Bund aus, zwei weitere Vereine wurden später ausgeschlossen, da die Zahlung der Verbandsgebühren nicht erfolgt war, und ein dritter Klub wurde nach dreimaligem Nichtantreten disqualifiziert. Auch in der 3. Klasse war die Situation nicht besser, nur drei der sieben im Herbst gestarteten Vereine waren am Saisonende noch Mitglied im BBB. Vermutlich kam es dann im Frühjahr oder Sommer 1910 zur Auflösung des Berliner Ballspiel-Bundes.

## Meister des Berliner Ballspiel-Bundes 1905
- Saison 1904/05:
  - Meister: BFuFC Sperber oder Berliner SC Favorit 1904

## Meister des Berliner Ballspiel-Bundes 1908–1910
| Verein                   | Titel | Jahr |
| ------------------------ | ----- | ---- |
| FC Hohenzollern Tegel    | 1     | 1908 |
| BFC Nordstern            | 1     | 1909 |
| 1. FC Borussia Tempelhof | 1     | 1910 |